# LEIFIphysik
LEIFIphysik (Kurzbezeichnung LEIFI) ist ein deutschsprachiges Webportal, das zahlreiche Materialien für den Physikunterricht und zur Vertiefung und Ergänzung von Unterrichtsinhalten für Schüler anbietet.
Das Portal verzeichnet in Spitzenzeiten rund 2,5 Millionen Besucher im Monat (Stand 05/2021).

## Aufbau
Die Seite bietet Materialien für den gesamten Physikunterricht bis hin zur Oberstufe des Gymnasiums. Der normale Einstieg erfolgt über die Auswahl eines Bundeslandes und der Jahrgangsstufe. Daneben kann aber auch eine Auswahl nach Themengebieten erfolgen.
Für jedes Themengebiet sind Aufgaben, Versuche, Beispielschulaufgaben (mit verschiedenen Schwierigkeitsgraden) und Ausblicke verfügbar. Oft sind auch Animationen vorhanden bzw. verlinkt, die den Stoff anschaulich und verständlich machen sollen.

## Geschichte
LEIFIphysik wurde von zwei inzwischen pensionierten Lehrern des Rupprecht-Gymnasiums in München am 4. Januar 2001 gegründet. Nach ihren Nachnamen, Ernst Leitner und Ulrich Finckh, benannten sie das Angebot. Die von ihnen außerhalb ihrer beruflichen Tätigkeit erarbeiteten Unterrichtsmittel sollten von Anfang an für die Nutzung durch Schüler geeignet sein.
In den Anfangsjahren wurden die Seiten durch den Lehrstuhl für Didaktik der Physik der Universität München gehostet.
Am 15. März 2011 wurden Ernst Leitner und Ulrich Finckh von der Deutschen Physikalischen Gesellschaft mit dem Georg-Kerschensteiner-Preis ausgezeichnet:

„für die Konzeption und Bereitstellung eines neuartigen Multimedia-Lernsystems (LEIFI), das im Internet verfügbar ist. Es enthält in systematischer, nach Jahrgängen und Sachbereichen geordneter Form Aufgaben, Experimente, bewegte Darstellungen und Simulationen, die in hervorragender Weise zum eigenständigen Lernen hinführen. Um Nachhaltigkeit zu gewährleisten, wird das Material ständig an wissenschaftliche und curriculare Veränderungen angepasst. Der große Erfolg des Systems beruht darauf, dass Schüler zu selbständigem Erkunden der Teilbereiche der Physik angeregt werden und dass Lehrkräften ein Vorrat an Aufgabenstellungen zur Verfügung steht, der an den Interessen der Jugendlichen und an den Erfordernissen der Lehrpläne orientiert ist.“

Mit Blick auf ihr Ausscheiden aus dem aktiven Schuldienst übergaben die Gründer (und bisherigen Rechteinhaber) Leitner und Finckh das Portal 2012 an die Joachim-Herz-Stiftung. Begleitet von den Gründern wurde das Portal von Mitarbeitern der Stiftung und Thomas Unkelbach (Lehrer für Physik und Mathematik in Köln) hinsichtlich der Lehrpläne aller Bundesländer erweitert und in einem neuen Layout im März 2013 freigeschaltet.
Das Portal wird von einem kleinen Team kontinuierlich weiterentwickelt. Im Mai 2014 wurde ein neuer Themenbereich zur Teilchenphysik eingerichtet, seit dem Mai 2015 gibt es einige „Tafelbilder für Interaktive Whiteboards“ zum Download. Im Dezember 2020 wurden im Portal auch die ersten Erklärvideos zur Optik veröffentlicht, die gemeinsam mit den YouTubern von LekkerWissen produziert wurden.
Im Rahmen des 15-jährigen Jubiläums veranstaltete die Joachim Herz Stiftung 2016 mehrere Veranstaltungen, etwa einen Video-Wettbewerb und Schülerveranstaltungen.
Zum 20-jährigen Jubiläum finden wiederum verschiedene Veranstaltungen, unter anderem ein Fotowettbewerb für Schüler statt.
Im November 2021 ging LEIFIchemie online. Den Betrieb beider Portale übernahm die FWU zum Jahresbeginn 2025.